# Medalia națională „Serviciul Credincios”
Medalia Națională „Serviciul Credincios” este a doua distincție, ca importanță, care poate fi conferită persoanelor fără studii superioare și reprezintă echivalentul Ordinului cu același nume pentru persoanele cu studii superioare.